# Andrés Roemer
Andrés Isaac Roemer Slomianski (Cidade do México, 12 de julho de 1963) é um diplomata, escritor, filantropo e professor mexicano .

## Vida pessoal
Neto do maestro judeu Ernesto Roemer, que emigrou para o México em 1938 após a ocupação alemã da Áustria. Cresceu na Cidade do México, ele completou dois diplomas de bacharelado, um bacharelado em economia no Instituto Tecnológico Autónomo de México (ITAM) na Cidade do México (1983 a 1987) graduando-se com distinção (summa cum laude) e um diploma de Direito pelo National Universidade Autônoma do México (UNAM, 1983-1987), onde também se formou com distinção (summa cum laude).
Ele fez um mestrado em Administração Pública (MPA-2) na Universidade de Harvard (1989 a 1991), onde obteve o prêmio "Don K. Price" de Distinção Acadêmica e Compromisso no Setor Público. Roemer também possui um Ph.D. em Políticas Públicas (1991 a 1994) pela Escola Goldman de Políticas Públicas da Universidade da Califórnia em Berkeley, onde obteve a Distinção Acadêmica por sua tese sobre Políticas Públicas sobre água e foi nomeado Notório Ex-Aluno da Escola Goldman de Políticas Públicas. Ele se especializou em Políticas Culturais, Direito e Economia e Psicologia Evolutiva.

## Carreira acadêmica
Entre 1992 e 1994, foi professor do Mestrado em Políticas Públicas entre o México e os Estados Unidos na Escola Goldman de Políticas Públicas da Universidade da Califórnia em Berkeley. Em 1990, ele trabalhou como professor assistente na Escola de Governo John F. Kennedy e ministrou o curso intitulado "Liderança e Mobilização de Recursos Humanos (Ronald A. Heifetz)" e o curso Theodore Panayotuo sobre "Economia dos Recursos Naturais". Além disso, criou e desenvolveu o curso “Imprensa, Política e Políticas Públicas: O Caso Latino-Americano”.
De 1987 a 2000, Roemer trabalhou como professor no Instituto Tecnológico Autônomo do México (ITAM), ministrando os cursos "Direito e Economia", "Economia da Cultura e da Arte", " Microeconomia", "Políticas Públicas", "Economia do Crime" e "Direito e Economia". Ele também atuou como professor no programa de Mestrado em Administração Pública e ministrou cursos como "Políticas Públicas" e "Análise Econômica do Direito" no Centro de Pesquisa e Ensino Econômico (CIDE) entre 1997 e 1999.
Entre 2011 e 2013, ele foi Pesquisador Principal na Faculdade de Direito pela Universidade da Califórnia, Berkeley. Em 2016, ele se torna um professor associado no corpo docente da University of the Singularity .

## Como funcionário público
Entre 1988 e 1990 atuou na Comissão Nacional de Nutrição e, de 1985 a 1988, atuou como chefe do Departamento de Análise Econométrica do Ministério da Pesca, agora conhecido como Ministério do Meio Ambiente e Recursos Naturais .
Também foi assessor do presidente Carlos Salinas de Gortari para sua campanha presidencial, na área de Guillermo Raúl Ruiz de Teresa.
Entre 1994 e 1995, o Dr. Roemer atuou como coordenador de estratégia para o Ministério do Interior . De 1998 a 1999, ele atuou como Secretário Técnico do Gabinete de Desenvolvimento Social no gabinete do ex-presidente Ernesto Zedillo e assessor pessoal em questões especiais para o Projeto do Novo Federalismo no México de 1995 a 1997.
De 2010 a 2013, foi membro do Conselho Consultivo da Comissão Nacional de Direitos Humanos credenciado pelo Senado da República em 2010.
Em 31 de maio do mesmo ano, atuou como Cônsul Geral do México em San Francisco, Califórnia . e enviado pelo Executivo Federal, Enrique Peña Nieto .
Roemer foi o embaixador do México na UNESCO com sede em Paris .
No entanto, ele foi destituído do cargo de embaixador do México junto à UNESCO após seu voto contra uma resolução que ignora os laços do judaísmo com o Monte do Templo em Jerusalém . Por causa dele, a partir daquele momento, o México, ao invés de votar contra Israel, parou de votar assim. Para o qual a chancelaria mais tarde mudaria seu voto de "contra" para uma abstenção, adotando um papel neutro e Roemer influenciado a fazê-lo.

## Outras atividades
De 1997 a 1998, ele foi diretor para a América Latina em questões de políticas públicas, negócios e liderança na Booz Allen Hamilton .
De 2003 a 2015, ele criou e produziu vários programas de televisão; além de ser escritor e colunista de inúmeras revistas e jornais El Universal e La Crónica de Hoy .
Foi presidente fundador da comissão executiva da Academia Mexicana de Direito e Economia (AMDE), cofundador, membro e presidente da comissão executiva da Associação Latino-Americana e Caribenha de Direito e Economia (ALACDE)  e membro da área internacional da Ordem dos Advogados do México e presidente da Fulbright Alumni Association -Garcia Robles.
Desde 2007, Roemer é co-fundador e curador honorário juntamente com Ricardo Salinas Pliego do "Festival Internacional Cidade das Ideias Brilliant Minds".
Ele foi o criador de "Repensando o G20: Projetando o Futuro" pré-G20 da Cúpula do G20 em Los Cabos em 2012, o Festival Cultural "Mexiam" em São Francisco em 2014 e co-fundador da Casa da Música de Viena na cidade .
Roemer lecionou no Festival Internacional de Inovação de Guangzhou na Universidade Hebraica de Jerusalém, na Escola Superior de Economia e Negócios de El Salvador, na Universidade Central da Venezuela, na Pontifícia Universidade Católica do Equador, na Pontifícia Universidade Católica do Peru e a Universidade de San Martín de Porres no Peru .

## Alegações de estupro e abuso sexual
Roemer foi acusado de estupro, assédio sexual e agressão sexual por pelo menos 21 mulheres, segundo a organização Periodistas Unidas Mexicanas (PUM), que alegou ter sido assediado ou estuprado com o mesmo modus operandi: encontrá-los em casa para lhes oferecer trabalho e, em alguns casos, ameaçando ser demitidos da TV Azteca. Entre aqueles que fizeram suas reclamações ou denúncias estão uma dançarina, uma atriz, comunicadores, empresários, uma ex-rainha da beleza ( Martha Cristiana ), entre outros.
Desde 2019 as denúncias eram feitas de forma anônima; Mas em fevereiro de 2021, uma das mulheres, a dançarina Itzel Schnaas, após investigação interna da TV Azteca, decidiu tornar pública a denúncia e pelo menos cinco outros acusadores a seguiram.
Andrés Roemer postou em um tweet que as acusações de Schnaas não eram verdadeiras.
Em 1º de março, a promotoria da Cidade do México abriu uma pasta de investigação do ex-ofício com base nas denúncias públicas feitas.

## Publicações
Ele é o autor dos seguintes livros:
- Você pode experimentá-lo? em The Last Unknowns : Deep, Elegant, Deep Unanswered Questions, de John Brockman[16]
- Ensaio: "O transcriptoma" em que termo ou conceito científico deveria ser mais conhecido ?, por John Brockman , 2017.[17]
- Ensaio: "Tulips on My Robot's Grave" em O que pensar sobre as máquinas pensantes: Os principais pensadores da era da inteligência artificial, de John Brockman . Nova York: Harper Perennial, pp. 500–502, 2015.
- Suba com Clotaire Rapaille. Reino Unido: Allen Lane (Penguin Books), 2015. Coreia do Sul : Wiseberry, 2016.
- Oskar e Jack ( Oskar e Jack ). México: Editorial Miguel Ángel Porrúa, 2011.
- O Outro Einstein ( O Outro Einstein ). México: Editorial Miguel Ángel Porrúa, 2008.
- Por que amamos futebol futebol? ( Por que amamos futebol? ) (Editor). México: Editorial Miguel Ángel Porrúa, 2008.
- Não: um imperativo para a próxima geração (não: um imperativo para a próxima geração). México: Editorial Aguilar, 2007.
- "O que fazer para combater eficazmente o terrorismo?" (“O que fazer para combater efetivamente o terrorismo?”) [18] no The Latin American and Caribbean Journal of Legal Studies, vol. 1, número 1, artigo 4, (2007), pp. 1–25.
- Terrorismo e Crime Organizado: Uma Abordagem Econômica e Legislativa ( Terrorismo e Crime Organizado: Uma Abordagem de Direito e Economia ) (editor). México: Instituto de Pesquisas Jurídicas, UNAM, 2006.
- Entre o público e o privado: 1300 + 13 perguntas para pensar sobre o pensamento ( entre o público e o privado 1300 + 13 perguntas para pensar sobre o pensamento ). México: Editorial Noriega, 2005.
- Happiness: An Approach to Law and Economics ( Happiness: An Approach to Law and Economics ) [19] (editor). México: Instituto de Pesquisas Jurídicas - UNAM, 2005.
- Enigmas e paradigmas: uma exploração entre arte e políticas públicas ( Enigmas e Paradigmas: Uma exploração entre Arte e Políticas Públicas ). México: Limusa Editores- ITAM - UIA, 2003.
- "Filosofia do Direito" ("Filosofia do Direito") [20] em Rodolfo Vázquez e José María Lujambio (Ed.). Filosofia contemporânea do direito no México Testemunhos e perspectivas ( Filosofia contemporânea do direito no México Testemunhos e perspectivas ). México: Distribuciones Fontamara, 2002.
- Economia do Crime (Economia do Crime). México: Limusa Editores, 2000. Roemer, A. (2000). (Existe também uma publicação de dramaturgo homônimo de Victor Hugo Rascon Banda [2007], baseada no título do Dr. Roemer).
- Law and Economics: A Review of the Literature ( Law and Economics: A Review of the Literature ) (editor). Prefácio de Richard A. Posner . México: FCE - CED, 2000.
- Em coautoria com Esteban Moctezuma Barragán Uma nova gestão pública no México: por um governo que produz resultados A economia política da América Latina ( Por um governo com resultados. O serviço público de carreira: um sistema integral de profissionalização, avaliação e desempenho dos funcionários públicos no México) México: FCE, SMGE, CED, Academia Metropolitana, 1999. (Publicado em inglês pela London School of Economics - Ashgate Publishers).
- Sexualidade, Direito e Políticas Públicas ( Sexualidade, Direito e Políticas Públicas ). México: Editorial Porrúa-AMDE-ISSSTE, 1998.
- Economia e Direito: Políticas Públicas de Águas (Economia e Direito: Políticas Públicas de Águas). México: Editorial Porrúa-SMGE-CIDE- FCE, 1997.
- "Resposta aos comentários de Rodolfo Vázquez" ("Resposta aos comentários de Rodolfo Vázquez"),[21] em Isonomy: Theory of Law and Philosophy Magazine (Isonomy: Journal of Theory and Philosophy of Law), número 5 (outubro 1996 ), pp. 153–159.
- O jogo de negociação (O jogo de negociação). México: ITAM, 1994.
- Introdução à análise econômica em direito ( Introdução à Análise Econômica do Direito ). México: FCE-ITAM-SMGE, 1994.

## Prêmios e reconhecimentos
- Distinção de Honra na UNAM para a Licenciatura em Direito e no ITAM para a Licenciatura em Economia, (1987).
- Prêmio Don K. Price de melhor aluno e distinção acadêmica na Harvard Kennedy School da Harvard University, (1991).
- Medalha Benito Juárez, concedida pelo ex-presidente do México, Carlos Salinas de Gortari, por Excelência Acadêmica, (1993).
- Prêmio Nacional Oito Pilares de Ouro por suas contribuições no campo das Ciências Sociais, (2000).
- Prêmio Latino-americano de Direito e Economia com Esteban Moctezuma pelo livro Uma nova gestão pública no México: por um governo que dá resultados A economia política da América Latina., (2000).
- Prêmio Cultural México - Israel, (2006).
- A Microsoft criou o Prêmio "Andrés Roemer" da Microsoft para Desenvolvimento Jurídico e Econômico por Serviços Distintos à Comunidade Acadêmica[22] entregue de 2006 até hoje em 12 países.
- Prêmio "Gaivota de Ouro", categoria Mentes brilhantes, (2007).
- Prêmio de Realização Profissional da ITAM Alumni Association, (2007).
- Prêmio Nacional de Teatro " Emilio Carballido " como melhor dramaturgo nacional por sua peça El Otro Einstein, (2009).
- Prêmio Bravo de melhor trabalho para El Otro Einstein concedido pela Associação Rafael Banquells, AC., (2009).
- Reconhecimento como “Homem de Sucesso” e “Inscrição no Livro de Ouro do Centro Deportivo Israelita, AC”, (2010).
- Distinção para a Promoção da Ciência, concedida pelo Prêmio Nobel de Química Mario Molina e o ex-presidente da Academia Mexicana de Ciências, Arturo Menchaca, (2010).
- Prêmio Qualitas de Melhor Programa de TV Juvenil na TV pública (Projeto 40) "Ciudad de las Ideas", concedido pela Asociación A Favor de lo Mejor (AFM), (2012).
- Prêmio da Associação de Jornalistas de Teatro pela Defesa dos Direitos Humanos pelo trabalho Oskar e Jack, (2013).
- Prêmio Internacional Elise e Walter A. Haas da Universidade da Califórnia em Berkeley, (2013).
- Prêmio Nacional de Excelência Jornalística do Club de Periodistas de México pelo programa de TV "En el Ring" na categoria Debate e Jornalismo Crítico,[23] (2016).
- Condecoração de Honra, grau de oficial Cruz, concedido pelo governo austríaco pelas mãos da Embaixadora Eva Hager, por Serviços à República da Áustria,[24] (2016).
- Reconhecimento internacional pela defesa do patrimônio humano e dos direitos humanos concedido pelo Simon Wiesenthal Center, (2017).[25]
- Prêmio Internacional de Liderança Sefardita na cidade de Nova York por coragem moral concedido pela Federação Americana de Judeus Sefarditas, (2017).[26]
- Cavaleiro nomeado da Ordem de Malta em Rodes, Grécia, (2017).
- Prêmio Eleanor Roosevelt de Direitos Humanos pela United Nations Watch, (2017).[27]
- Embaixador da Boa Vontade da UNESCO para a Mudança Social e o Fluxo Livre de Conhecimento, (2017).[28]
- Prêmio Guardian of Truth and History por StandWithUs em Los Angeles, (2017).[29]
- Prêmio anual 'Amir Aczel de Ciências e Humanidades 2019' concedido pela Fundação Amir Aczel em São Francisco, (2019).[30]
- Uma rua da cidade de Ramat Gan, Israel foi rebatizada de "Andrés Roemer" por defender Israel e os direitos do povo judeu, (2019).[31]
- O Algemeiner reconhece Andrés Roemer na lista "J100" como uma das cem pessoas que influenciam positivamente a vida judaica no mundo (2020) [32]